# Stilobezzia fulva
Stilobezzia fulva är en tvåvingeart som beskrevs av Meillon och Downes 1986. Stilobezzia fulva ingår i släktet Stilobezzia och familjen svidknott. Inga underarter finns listade i Catalogue of Life.